# Ellie Sanford
Ellie Sanford (* 13. November 1997) ist eine australische Leichtathletin, die sich auf den Mittelstreckenlauf spezialisiert hat.

## Sportliche Laufbahn
Erste internationale Erfahrungen sammelte Ellie Sanford im Jahr 2023, als sie bei den Weltmeisterschaften in Budapest mit 2:03,55 min in der ersten Runde im 800-Meter-Lauf ausschied.

## Persönliche Bestleistungen
- 800 Meter: 2:00,50 min, 2. April 2023 in Brisbane